# Lingua tolowa-chetco
La lingua tolowa-chetco (endonimo: Siletz Dee-ni) appartiene alla famiglia linguistica Athabaska (della superfamiglia Na-Dené), parlata dai popoli Tolowa (o Taa-laa-wa Dee-ni') e Chetco (o Chit-dee-ni).
Si tratta di una lingua praticamente estinta, infatti, come molte delle lingue amerinde nordamericane, ha sofferto del processo di deriva linguistica verso l'inglese, per cui i giovani parlano quest'ultimo idioma a scapito di quelli tradizionali.

## Classificazione
Non c'è unanimità tra gli studiosi rispetto alla lingua, secondo alcuni si tratterebbe di due lingue separate: il Chetco ed il Tulowa, è questa l'opinione anche di ethnologue che assegna alle due lingue due codici linguistici separati, rispettivamente [ctc] e [tol]. Secondo altri si tratterebbe di due dialetti di una medesima lingua.
In ogni caso la lingua (o le lingue) appartiene alla famiglia linguistica delle Lingue athabaska, ramo delle lingue athabaska della costa del Pacifico, gruppo delle lingue dell'Oregon.
Per coloro che ritengono trattarsi di due lingue esisterebbe ancora un sottoraggruppamento (Lingue tolowa-chetco).
Occorre ancora dire che è stata proposta una super-famiglia linguistica, quella delle Lingue na-dene che comprenderebbe anche la famiglia athabaska, per cui la struttura genetica sarebbe quindi la seguente:
- Lingue na-dene
  - Lingue athabaska
    - Lingue athabaska della costa del Pacifico
      - California
      - Oregon 
        - Lingua tolowa-chetco 
          - Lingua chetco  [ctc]
          - Lingua tolowa  [tol]

## Distribuzione geografica
Prima dei contatti con gli europei, il Tolowa-Chetco veniva parlato in molti e prosperosi villaggi e comunità nel territorio costiero dell'attuale Del Norte County nell'angolo nord-occidentale della California e lungo la costa meridionale dell'adiacente Contea di Curry nell'Oregon. Oggigiorno col termine Tolowa  ci si riferisce ai residenti in California, la maggior parte dei quali risiedono nella riserva Tolowa Dee-ni' Nation (un tempo denominata Smith River Rancheria). I residenti in Oregon, buona parte dei quali risiedono nella riserva delle Confederated Tribes of Siletz, a sud-ovest di Portland, vengono chiamati Chetco, Tututni o Deeni. Occorre dire che quest'ultimo, è proprio il territorio abitato dai loro antenati e da cui furono scacciati verso il 1850 (Beckham 1971).

## Progetti di revitalizzazione
Secondo i rapporti della National Geographic Society e del Living Tongues Institute for Endangered Languages, il tolowa-chetco è l'ultima superstite di parecchie lingue parlate nella riserva delle Confederated Tribes of Siletz. Nel 2007, si diceva ci fosse, nella riserva un unico locutore vivente.
Comunque, secondo un rapporto successivo apparso sul The Economist, la lingua è stata da allora parzialmente rivitalizzata, grazie ad un progetto di dizionario online e, in alcune aree, al fatto che 
(The Economist, 25 Feb 2012, Embracing the future)
Il progetto fu avviato nel 2006, mantenendo però l'accesso riservato ai membri della tribù e agli studiosi. Nel gennaio 2011 il database fu reso pubblicamente accessibile e contiene circa 14.000 lemmi; inoltre è stata registrata la pronuncia di 12.000 vocaboli.
Attualmente, gli studenti della Siletz Valley School studiano la lingua due giorni a settimana, sebbene al momento non sia chiaro se il Siletz Dee-ni potrà essere parlata, a un livello tale e da un numero adeguato di locutori, da potere essere utilizzata nella vita quotidiana.